# Volnay, Sarthe

Volnay este o comună în departamentul Sarthe, Franța. În 2009 avea o populație de 815 de locuitori.